# Coqueteig

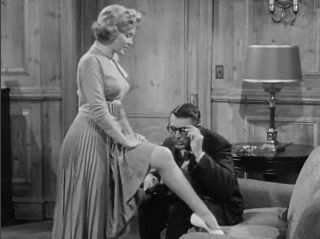
Marilyn Monroe coquetejant amb Cary Grant en la pel·lícula Monkey Business, de 1952.

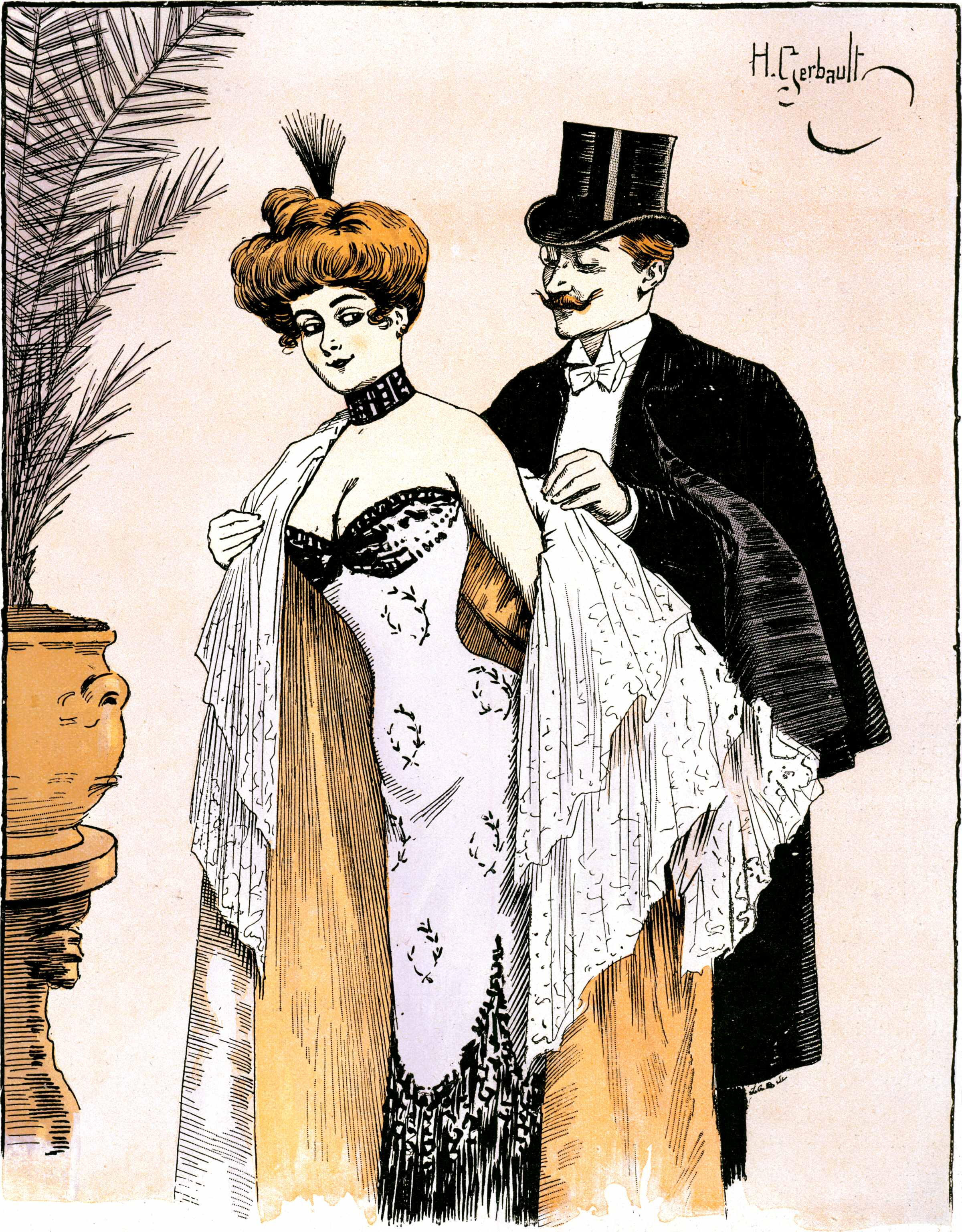
El coqueteig per Henri Gerbault

El coqueteig o flirteig és la insinuació sexual, romàntica o forma de cridar l'atenció d'una persona a una altra; indica que es té un interès d'amistat, joc o interès sexual. La coqueteig és un tipus de pràctica de seducció que se cenyeix al codi d'etiqueta social. Tradicionalment el coqueteig es manifestava únicament en les dones, encara que el terme s'usa actualment en forma més genèrica tant per a les dones com per als homes, tot i que quant es refereix als homes, se sol parlar de la galanteria o de la cavallerositat.

## Propòsit
Es pot dir que és una forma de cridar l'atenció de l'altra persona, sent una resposta a la recerca d'interacció humana. La coqueteria pretén reflectir l'interès de cridar l'atenció d'una altra persona, valent-se de l'expressió verbal o corporal, tot sense atemptar contra el codi d'etiqueta. 
El coqueteig té el propòsit principal de la recerca d'interacció social, desembocant en la recerca d'una possible parella sexual o la simple diversió o cridar l'atenció.  El coqueteig no sempre té el propòsit d'aconseguir  relacions sexuals, pot també ser una forma d'insinuar que es desitja una relació més profunda amb algú o que es desitja un vincle romàntic o cridar l'atenció, com pot ser també un tipus de joc.

## Efectes físics

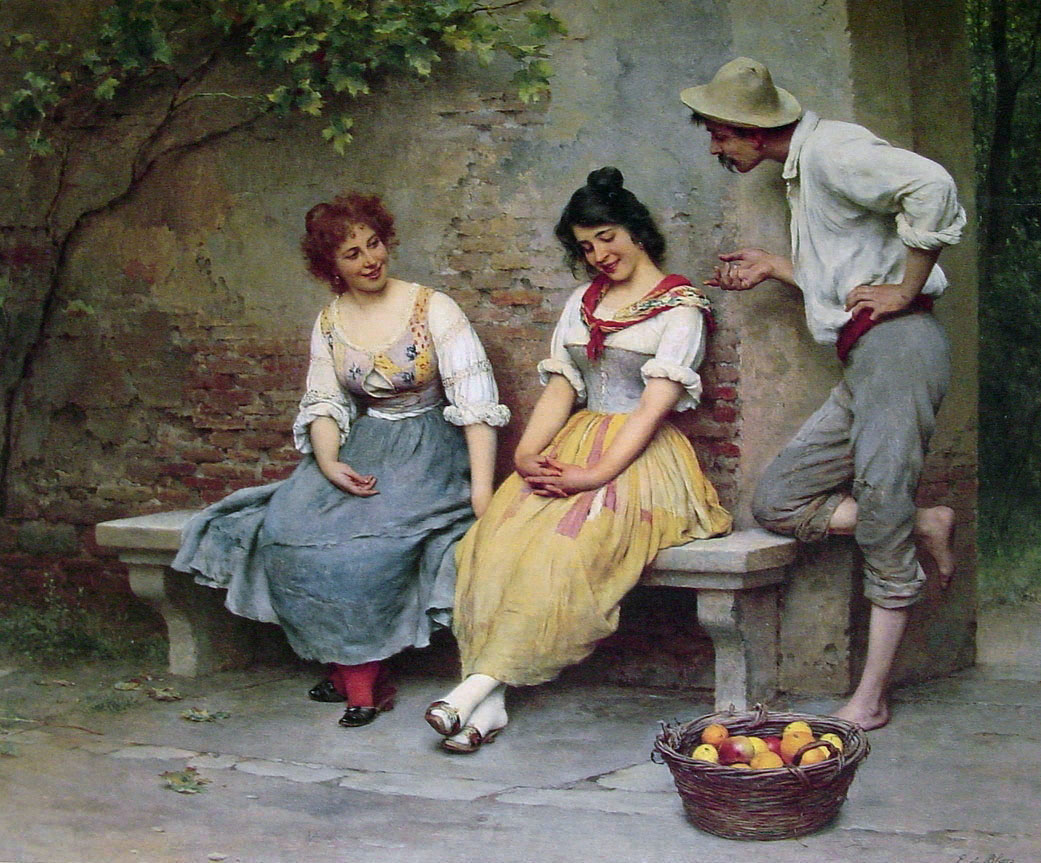
Le flirt per Eugene von Blaas.

El procés del coqueteig desemboca en una sèrie de reaccions químiques corporals que poden portar diversos efectes físics. La ruborització és una de les respostes físiques més comunes ocasionada per l'alliberament d'adrenalina a la  zona cigomática, provocant un augment de temperatura i un to vermellós.  el procés físic del coqueteig pot desencadenar l'alliberament de diversos neurotransmissors com la dopamina o la oxitocina, provocant efectes com sudoració a les palmes de les mans, sensació de debilitat i alguna resposta d'excitació sexual com l'erecció del penis o la lubricació vaginal.

## Tipus de coqueteig
El coqueteig pot consistir en gestos estilitzats, llenguatge,  llenguatge corporal, postures, i alguns  signes fisiològics. Entre aquests, almenys en la societat occidental, hi ha:
- Contacte visual, contacte visual prolongat, picades d'ullet i parpellejos d'ulls. [8]
- Manifestacions inconscients de seducció, (Ex .: quan algú es toca inconscientment el cabell en conèixer a un altre persona o frega la secció allargada d'una copa de vidre). [9]
- Exhibir les cuixes, creuar lentament la cama o balancejar la sabata mentre es mantenen les cames creuades. [10]
- Balancejar els malucs o recolzar-hi les mans al damunt. [11]
- Somriures suggestius. [12]
- Adulació moderada, compliments o elogis (ressaltant la bellesa o atracció sexual). [13]
- Acariciar secretament la cama d'una altra persona amb el peu. Massatges als seus peus fets per sota la taula secretament.
- Mostrar una actitud modesta, fingir timidesa; tendresa.
- Utilització de peces o estils de la moda en un intent d'atreure l'atenció d'una persona (reclams ).
- Forçar l'establiment d'una conversa.
- Recórrer a l'humor, explicar acudits o fer bromes.
- Gentilesa, cortesia o galanesa.
- Riure o somriure fingits.
- Imitació del comportament d'una altra persona. [14]
- Contacte físic ocasional. [15]
- Cant.
- Enviament de notes, poemes o regals.

## Coqueteig contemporani
El coqueteig o comunament anomenat "flirt" contemporani ha canviat molt amb el pas dels anys afectat per les noves tecnologies i les ideologies generacionals; aquests canvis afecten tant la forma d'interactuar entre els interessats, com les percepcions de les persones cap a les relacions. Un gran exemple de l'impacte d'aquests canvis és la necessitat o no de la interacció física de les persones. Avui en dia no cal estar en el mateix lloc enviant missatges kinestèsics per coquetejar o esperar molt de temps per escriure i rebre cartes, només cal xatejar via web i fins i tot sense necessitat d'haver conegut a la persona prèviament.
El coqueteig és una cosa summament efímer i els seus motius van des del més banal com seria pujar el autoestima de la persona o tenir glops gratis fins a la intenció de cobrir una necessitat sexual.

### La influència d'internet
La influència del web en aquesta pràctica és indispensable per a l'època contemporània algunes plataformes com l'aplicació "Tinder" s'han desenvolupat des de l'apropament de la síntesi d'interacció humana  "We want to create experiences that Emulate human behavior. What we do on tinder is no different than what we already do" [1]; aquest acostament que és la clau del seu èxit és bastant encertat des del punt de vista generacional concordant amb el seu estil de vida. Les generacions actuals busquen les coses ràpides i sintetitzades; allò que resulti mitjanament complicat acabarà en desús per les exigències del seu ritme de vida, un aspecte afectat, evidentment, han estat les relacions interpersonals en totes les seves etapes com el "coqueteig".
A part d'influir directament en la pràctica d'interacció, també s'ha tornat el principal recurs d'informació sobre el tema sent el # 7 de el top 10 de cerques  "how to"  a  Google  EUA el 2013.[2]

#### Localització i intercanvi de missatges
El factor geogràfic és fonamental per a un coqueteig ja que fa o no més viable la culminació de l'acte en una trobada. Les  apps més populars de cites amb fins d'interacció interpersonal s'ha basat en gran part per la seva característica de proximitat. Fins i tot, aplicacions que no són concebudes amb la finalitat del coqueteig propicien aquesta activitat com Uber amb Uberpool  al propiciar la trobada per després interactuar si és que es dona el cas.
D'altra banda s'ha demostrat que al posar en comú una temàtica de debat o tema d'interès es detona el factor "coqueteig". Per això algunes aplicacions que van néixer a partir de jocs en línia contra oponents reals o amics de la teva llista de contactes s'han convertit en un espai idoni per al coqueteig com el cas de QuizUp. 
Fora de les aplicacions d'intercanvi de missatges segueix sent un factor crucial per al coqueteig, no només té a veure amb missatges verbals sinó també amb missatges gràfics. Per exemple, en el cas d'interfícies com Whatsapp  a través de l'intercanvi de emojis  es pot donar un significat completament diferent a un missatge i ser més potencialment bonic o no, es canvia completament el to del missatge; en el cas d'Instagram  una persona pot enviar una foto una mica provocativa i ser considerada com "flirteig"
¿En què es basa l'efectivitat d'aquests factors? En el cas de les aplicacions sense ànim de cites o flirteig, aquest últim es dona de manera idònia perquè posa un factor en comú, ja sigui el tema o el lloc de la trobada, és una qüestió espontània de descobriment on es facilita l'oportunitat del flirteig. En el cas de les aplicacions de cites s'eliminen les poques barreres que podria enfrontar la culminació del flirteig (localització i interacció)  [1]

### El futur del coqueteig
El coqueteig és un fet amb un cent per cent d'interacció humana facilitat o no per certes plataformes que seva fi és merament interpersonal i relacional. El futur del coqueteig i les relacions s'albira en un escenari on la interacció queda reduïda però l'efectivitat seria la mateixa, per mitjà d'emparellaments  biològics o fórmules i tècniques que asseguraran l'aparellament amb un marge d'error molt reduït [1].
La característica de la reducció d'interacció en el coqueteig i les relacions, es veuen afectats directament per la cultura i la generació que pondera la població, en aquest cas els millennials i els de les generacions vinents. Aquestes generacions canvien la importància d'aquesta característica atès que es veuen cada vegada menys atrets a desenvolupar relacions sentimentals i tenir sexe. El principal fre a ambdues activitats humanes és que el  Millennial  no es vol veure compromès en cap cosa que no pugui frenar, que surti del seu control o afecti els seus plans personals de creixement. Per tant, els motius per al coqueteig no tenen poder i la interacció es torna innecessària.[2][3]
 [1] Ben Schiller.  https://www.fastcoexist.com/3022037/futurist-forum/the-future-of-relationships-10-ways-well-be-dating-having-sex-and-breaking-up  en Fast Company; 2013
 [2] Tara Bahranmpour  https://www.washingtonpost.com/local/social-issues/there-isnt-really-anything-magical-about-it-why-more-millennials -are-putting-off-sex / 2016/08/02 / e7b73d6e-37f4-11e6-8f7c-d4c723a2becb_story.html  a Washington Post; 2016.
 [3] Krysti Wilkinson.  http://www.huffingtonpost.com/entry/we-are-the-generation-who-doesnt-want-reltionships_us_572131a5e4b03b93e7e435d8  en Huffington Post; 2016
 [1] Sarah Kesler.  https://www.fastcompany.com/3049510/tech-forecast/true-love-is-waiting-for-you-on-uber-yelp-quizup-and-all-your-other-apps  en Fast Company; 2015
 [1] Mark Wilson.  https://www.fastcodesign.com/1672215/4-design-lessons-from-tinder-the-white-hot-dating-app  en Fast Company; 2013.
 [2] Alice Troung.  https://www.fastcompany.com/3023565/fast-feed/judging-by-google-searches-here-are-the-things-americans-were-most-clueless-about-  a Fast Company; 2013